# نورمن آلویس
نورمن آلویس (انگلیسی: Norman Alvis؛ زادهٔ ۱۲ ژوئیهٔ ۱۹۶۳) دوچرخه‌سوار اهل ایالات متحده آمریکا است. وی در بازی‌های المپیک تابستانی ۱۹۸۸ شرکت کرده است.